# Proscyllium
Genre
Proscyllium est un genre de requins.

## Liste des espèces
Selon ITIS:
- Proscyllium habereri Hilgendorf, 1904
- Proscyllium venustum (Tanaka, 1912)

Selon FishBase:
- Proscyllium habereri  Hilgendorf, 1904 - Requin-chat gracile
- Proscyllium magnificum  Last et Vongpanich, 2004
- Proscyllium venustum  (Tanaka, 1912)